# Spargania flavolimbarioides
Spargania flavolimbarioides là một loài bướm đêm trong họ Geometridae.